# Hakkō ichiu

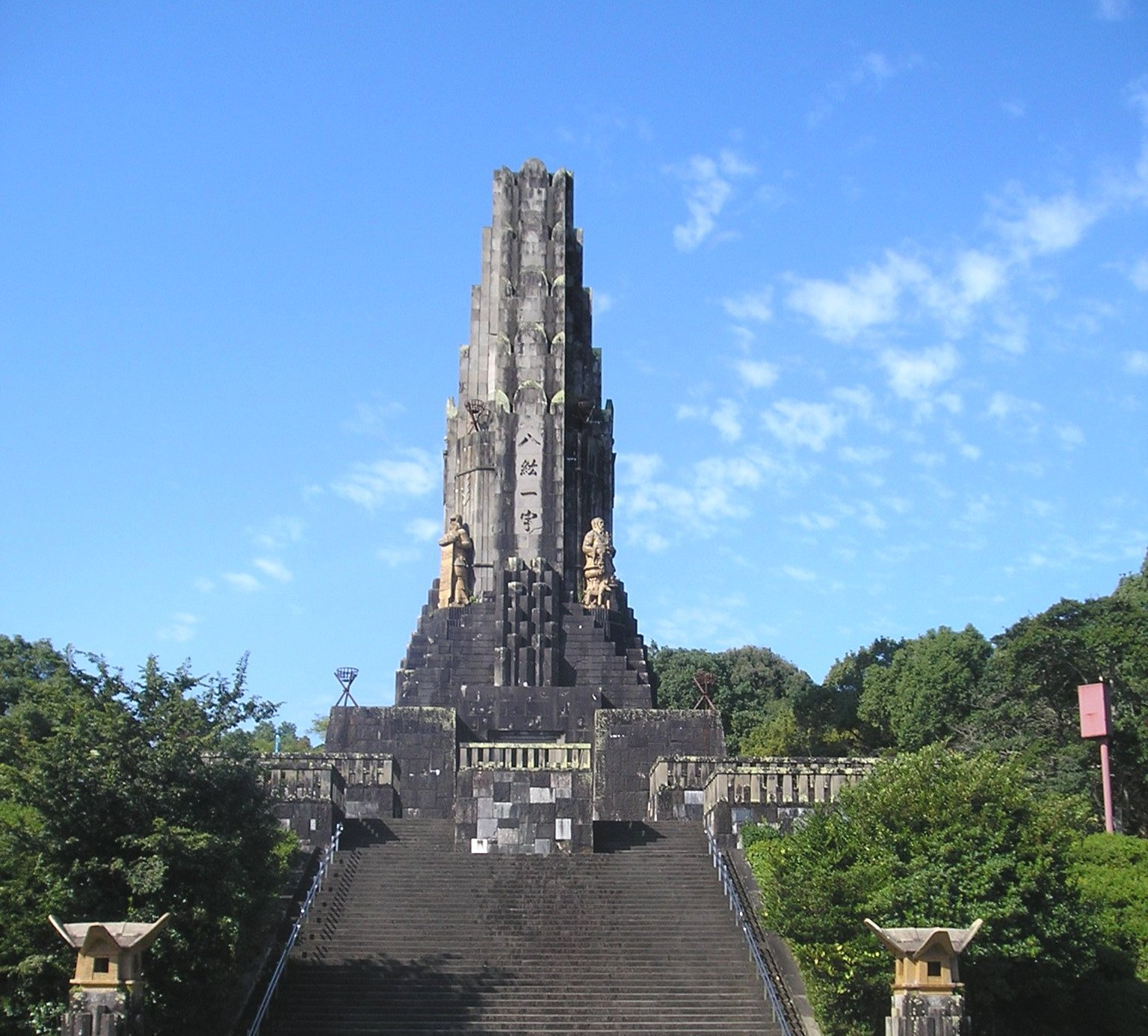
Tượng đài Hakko Ichiu ở Tokyo, dựng năm 1940, kỷ niệm 2600 năm lập quốc của Nhật. Mặt trước trụ biểu là bốn chữ viết dọc từ trên xuống dưới: 八紘一宇

Hakkō ichiu (八紘一宇 (Bát Hoành Nhất Vũ)/ はっこういちう nghĩa là "tám dây buộc mũ [dưới] một mái hiên" cũng có thể hiểu theo nghĩa rộng là tám hướng gom về một) hoặc Hakkō iu (八紘為宇 (八紘爲宇) (Bát Hoành Vi Vũ)/ はっこういう) là khẩu hiệu chính trị của Đế quốc Nhật Bản, phổ biến từ Chiến tranh Trung-Nhật cho đến Thế chiến II. Bốn chữ này được đưa lên như một phần trong quốc sách của Nhật Bản kể từ năm 1940 của Thủ tướng Nhật Bản Fumimaro Konoe.

## Khái niệm
Nguyên thủy bốn chữ này được rút từ cuốn Nihon Shoki (Nhật Bản Thư Kỷ) trích lời của vị vua huyền thoại khai sáng ra dân tộc Nhật là thiên hoàng Jimmu. Sách ghi nhà vua ra tuyên cáo: 掩八紘而爲宇 "yểm bát hoành nhi vi vũ", đọc theo ngữ pháp tiếng Nhật là 紘を掩うて宇 "Hakkō wo ooute ie to Nasan", có nghĩa là "thu lấy tám dây buộc mũ mà làm hiên nhà". Hakko (八紘), có nghĩa là "tám dây buộc mũ" nhưng cũng là cận âm, có thể hiểu theo nghĩa bóng là Happo (八方 bát phương) tức là "tám hướng".
Bên Phật giáo tông phái Nichiren như Koyama Iwao (1905–93) thì cho là Kinh Hoa Nghiêm cũng có câu tương tự, nhắc con người phải thích ứng mà tìm cho mình một chỗ đứng trong vũ trụ. Tuy nhiên Tanaka Chigaku thì lại đề cao ý chủ nghĩa dân tộc, muốn dân tộc Nhật Bản phải hưởng ứng lời kêu gọi của vua Jimmu thuở hồng hoang mà bành trướng thống nhất cả thế giới. Giới quân phiệt Nhật Bản hùa theo và dùng bốn chữ này làm khẩu hiệu như là thiên mệnh của dòng giống Nhật.

## Áp dụng

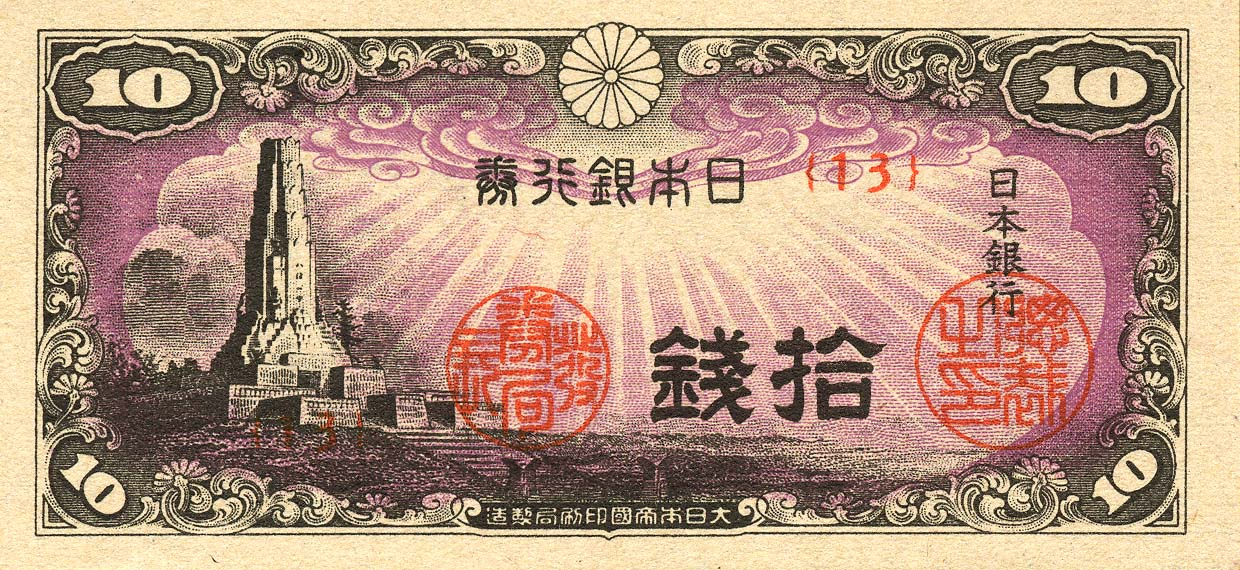
Tiền giấy mệnh giá 10-sen của Nhật Bản thời tiền chiến, có hình tượng đài Hakkō ichiu ở Miyazaki

Năm 1940 thủ tướng Konoe đệ trình quốc sách Kihon Kokusaku Yōkō (基本国策要綱 Cơ bản quốc sách yếu cương) mở đầu với bốn chữ hakko ichiu 八紘一宇, chính thức đặt chủ trương thống nhất thiên hạ và khai sáng Tōa Shin Chitsujo (東亜新秩序 Đông Á tân trật tự) dưới sự thống lãnh của Nhật Bản. Tháng Tư năm 1940 ở Tokyo triều đình cho dựng Hakko Ichiu-dai với bốn chữ đại tự của Dật Phụ cung Thân vương Yasuhito để kỷ niệm 2600 năm khai quốc của Nhật Bản kể từ khi Thiên Hoàng Jimmu lên ngôi; sự việc đó càng dấy lên tinh thần dân tộc mở đầu cho lãnh tụ Nhật mở rộng chiến tranh chính phục cả cõi Đông Á. Năm 1940 cũng gọi là năm Hakko Ichiu.